# Campeonato Sudamericano de Baloncesto Juvenil Femenino de 2005
El Campeonato Sudamericano de baloncesto Juvenil Femenino de 2007 corresponde a la XIII edición del Campeonato Sudamericano de Baloncesto Juvenil Femenino, que es organizado por FIBA Americas. Fue disputado en Asunción,  Paraguay entre el 30 de mayo y el 3 de junio de 2005 y clasificó a 3 equipos al Fiba Americas Femenino Sub-18 2006.

## Primera fase

### Grupo A
|   | Equipo   | Pts | J | G | P | PF  | PC  | Dif |
| - | -------- | --- | - | - | - | --- | --- | --- |
| 1 | Brasil   | 6   | 3 | 3 | 0 | 226 | 137 | 89  |
| 2 | Paraguay | 5   | 3 | 2 | 1 | 196 | 155 | 41  |
| 3 | Bolivia  | 4   | 3 | 1 | 2 | 153 | 206 | -53 |
| 4 | Ecuador  | 3   | 3 | 0 | 3 | 137 | 214 | -77 |

| 30 de mayo, 16:00                   | Ecuador                             | 42 - 80                               | Brasil   |  |
| Reporte                             |                                     |                                       |          |  |
| Parciales: 11-26, 16-11, 10-7, 5-36 | Parciales: 11-26, 16-11, 10-7, 5-36 | Parciales: 11-26, 16-11, 10-7, 5-36   | Asunción |  |
| Karla Naranjo 11 puntos             | Pts                                 | Angela Stefania Braghin 15 puntos     | Asunción |  |
| Luisa Santos 12 rebotes             | Rebs                                | Bruna Vallerio 9 rebotes              | Asunción |  |
| Erika Katherine Brito 2 asistencias | Asists                              | Angela Stefania Braghin 5 asistencias | Asunción |  |

| 30 de mayo, 20:00                     | Paraguay                              | 71 - 49                               | Bolivia  |  |
| Reporte                               |                                       |                                       |          |  |
| Parciales: 14-15, 27-12, 18-11, 12-11 | Parciales: 14-15, 27-12, 18-11, 12-11 | Parciales: 14-15, 27-12, 18-11, 12-11 | Asunción |  |
| Maria Jazmin Mercado 16 puntos        | Pts                                   | Paola Andrea Marquez 14 puntos        | Asunción |  |
| Tamara Isabel Insfran 11 rebotes      | Rebs                                  | Paola Andrea Marquez 14 rebotes       | Asunción |  |
| Claudia Beatriz Aponte 4 asistencias  | Asists                                | Karola Berrocal 2 asistencias         | Asunción |  |

| 31 de mayo, 16:00                    | Brasil                             | 82 - 33                            | Bolivia  |  |
| Reporte                              |                                    |                                    |          |  |
| Parciales: 15-13, 21-2, 18-9, 28-9   | Parciales: 15-13, 21-2, 18-9, 28-9 | Parciales: 15-13, 21-2, 18-9, 28-9 | Asunción |  |
| Angela Stefania Braghin 19 puntos    | Pts                                | Daniela Quiroz 11 puntos           | Asunción |  |
| Juliane Da Costa 15 rebotes          | Rebs                               | Ileana Ayala 6 rebotes             | Asunción |  |
| Drileele Estevam Posso 4 asistencias | Asists                             | Paola Andrea Marquez 4 asistencias | Asunción |  |

| 31 de mayo, 20:00                 | Paraguay                          | 63 - 42                             | Ecuador  |  |
| Reporte                           |                                   |                                     |          |  |
| Parciales: 20-8, 23-8, 8-18, 12-8 | Parciales: 20-8, 23-8, 8-18, 12-8 | Parciales: 20-8, 23-8, 8-18, 12-8   | Asunción |  |
| Monica Karina Vega 12 puntos      | Pts                               | Yamel Amyra Azar 9 puntos           | Asunción |  |
| Tamara Isabel Insfran 17 rebotes  | Rebs                              | Tatiana Leonor Patiño 7 rebotes     | Asunción |  |
| Melina Gissel Perez 7 asistencias | Asists                            | Viviana Carolin Coral 3 asistencias | Asunción |  |

| 1 de junio, 20:00                     | Paraguay                              | 62 - 64                               | Brasil   |  |
| Reporte                               |                                       |                                       |          |  |
| Parciales: 13-14, 14-17, 13-20, 22-13 | Parciales: 13-14, 14-17, 13-20, 22-13 | Parciales: 13-14, 14-17, 13-20, 22-13 | Asunción |  |
| Andrea Paola Gómez 18 puntos          | Pts                                   | Angela Stefania Braghin 17 puntos     | Asunción |  |
| Andrea Paola Gomez 2 rebotes          | Rebs                                  | Juliane Da Costa 11 rebotes           | Asunción |  |
| Monica Karina Vega 3 asistencias      | Asists                                | Bruna Vallerio 2 asistencias          | Asunción |  |

| 1 de junio, 22:00                    | Bolivia                              | 71 - 53                              | Ecuador  |  |
| Reporte                              |                                      |                                      |          |  |
| Parciales: 22-14, 15-5, 14-17, 20-17 | Parciales: 22-14, 15-5, 14-17, 20-17 | Parciales: 22-14, 15-5, 14-17, 20-17 | Asunción |  |
| Ileana Ayala 17 puntos               | Pts                                  | Yamel Amyra Azar 22 puntos           | Asunción |  |
| Fatima Isabel Ibañez 13 rebotes      | Rebs                                 | Luisa Santos 8 rebotes               | Asunción |  |
| Daniela Quiroz 5 asistencias         | Asists                               | Viviana Carolin Coral 3 asistencias  | Asunción |  |

### Grupo B
|   | Equipo    | Pts | J | G | P | PF  | PC  | Dif |
| - | --------- | --- | - | - | - | --- | --- | --- |
| 1 | Argentina | 6   | 3 | 3 | 0 | 200 | 149 | 49  |
| 2 | Chile     | 4   | 3 | 1 | 2 | 214 | 213 | 1   |
| 3 | Perú      | 4   | 3 | 1 | 2 | 169 | 193 | -30 |
| 4 | Venezuela | 4   | 3 | 1 | 2 | 179 | 207 | -28 |

| 30 de mayo, 18:00                    | Venezuela                            | 57 - 54                              | Perú     |  |
| Reporte                              |                                      |                                      |          |  |
| Parciales: 19-4, 11-19, 13-14, 14-17 | Parciales: 19-4, 11-19, 13-14, 14-17 | Parciales: 19-4, 11-19, 13-14, 14-17 | Asunción |  |
| Clayder Oderlin Blanco 18 puntos     | Pts                                  | Daniela Lourdes Scamarone 21 puntos  | Asunción |  |
| Clayder Oderlin Blanco 18 rebotes    | Rebs                                 | Daniela Lourdes Scamarone 8 rebotes  | Asunción |  |
| Nairet Blanco 4 asistencias          | Asists                               | Kiara Bakovick 2 asistencias         | Asunción |  |

| 30 de mayo, 22:00                    | Argentina                            | 65 - 60                              | Chile    |  |
| Reporte                              |                                      |                                      |          |  |
| Parciales: 18-12, 15-22, 9-11, 23-15 | Parciales: 18-12, 15-22, 9-11, 23-15 | Parciales: 18-12, 15-22, 9-11, 23-15 | Asunción |  |
| Sofia Castillo 16 puntos             | Pts                                  | Claudia Galaz 14 puntos              | Asunción |  |
| Andrea Chaveli Ávila 10 rebotes      | Rebs                                 | Mariela Retamales 6 rebotes          | Asunción |  |
| Sofia Castillo 3 asistencias         | Asists                               | Claudia Galaz 3 asistencias          | Asunción |  |

| 31 de mayo, 18:00                    | Argentina                           | 62 - 40                                     | Perú     |  |
| Reporte                              |                                     |                                             |          |  |
| Parciales: 22-11, 13-8, 16-8, 11-13  | Parciales: 22-11, 13-8, 16-8, 11-13 | Parciales: 22-11, 13-8, 16-8, 11-13         | Asunción |  |
| Karina Alejandra Wirth 17 puntos     | Pts                                 | Alejandra Jiménez 10 puntos                 | Asunción |  |
| Chaveli Andrea Ávila 7 rebotes       | Rebs                                | Alejandra Jimenez 7 rebotes                 | Asunción |  |
| Karina Alejandra Wirth 2 asistencias | Asists                              | Giovanna Francesca De Lorenzi 3 asistencias | Asunción |  |

| 31 de mayo, 22:00                     | Venezuela                             | 73 - 80                               | Chile    |  |
| Reporte                               |                                       |                                       |          |  |
| Parciales: 23-18, 20-16, 14-24, 16-22 | Parciales: 23-18, 20-16, 14-24, 16-22 | Parciales: 23-18, 20-16, 14-24, 16-22 | Asunción |  |
| Cleyder Oderlin Blanco 23 puntos      | Pts                                   | Ziomara Esket Morrison 27 puntos      | Asunción |  |
| Cleyder Oderlin Blanco 10 rebotes     | Rebs                                  | Ziomara Esket Morrison 25 rebotes     | Asunción |  |
| Cleyder Oderlin Blanco 5 rebotes      | Asists                                | Claudia Galaz 5 asistencias           | Asunción |  |

| 1 de junio, 16:00     | Perú                  | 75 - 74               | Chile    |  |
| Reporte               |                       |                       |          |  |
| Parciales: -, -, -, - | Parciales: -, -, -, - | Parciales: -, -, -, - | Asunción |  |

| 1 de junio, 16:00                    | Venezuela                            | 49 - 73                              | Argentina |  |
| Reporte                              |                                      |                                      |           |  |
| Parciales: 13-13, 9-18, 14-15, 13-27 | Parciales: 13-13, 9-18, 14-15, 13-27 | Parciales: 13-13, 9-18, 14-15, 13-27 | Asunción  |  |
| Germary Blanco 14 puntos             | Pts                                  | Sofia Castillo 15 puntos             | Asunción  |  |
| Cleyder Oderlin Blanco 15 rebotes    | Rebs                                 | Chaveli Andrea Ávila 9 rebotes       | Asunción  |  |
| Germary Blanco 6 asistencia          | Asists                               | Andrea Angela Kunkel 5 asistencias   | Asunción  |  |

#### Séptimo puesto
| 2 de junio, 16:00                     | Ecuador                               | 78 - 95                               | Venezuela |  |
| Reporte                               |                                       |                                       |           |  |
| Parciales: 26-16, 18-23, 16-34, 18-22 | Parciales: 26-16, 18-23, 16-34, 18-22 | Parciales: 26-16, 18-23, 16-34, 18-22 | Asunción  |  |
| Gabriela Casal 37 puntos              | Pts                                   | Germary Blanco 20 puntos              | Asunción  |  |
| Luisa Santos 6 rebotes                | Rebs                                  | Yosimar Enriqueta Corrales 14 rebotes | Asunción  |  |
| Luisa Santos 4 asistencias            | Asists                                | Nairet Blanco 4 asistencias           | Asunción  |  |

#### Quinto puesto
| 2 de junio, 18:00                    | Bolivia                              | 68 - 52                              | Perú     |  |
| Reporte                              |                                      |                                      |          |  |
| Parciales: 16-9, 14-14, 20-16, 18-13 | Parciales: 16-9, 14-14, 20-16, 18-13 | Parciales: 16-9, 14-14, 20-16, 18-13 | Asunción |  |
| Ileana Ayala 17 puntos               | Pts                                  | Carla Basadre 13 puntos              | Asunción |  |
| Fatima Isabel Ibañez 14 rebotes      | Rebs                                 | Camila Seminario 8 rebotes           | Asunción |  |
| Paola Andrea Marquez 6 asistencias   | Asists                               | Carla Basadre 4 asistencias          | Asunción |  |

## Fase final

#### Semifinales
| 2 de junio, 20:00                     | Brasil                              | 76 - 42                             | Chile    |  |
| Reporte                               |                                     |                                     |          |  |
| Parciales: 18-21, 19-6, 20-13, 19-2   | Parciales: 18-21, 19-6, 20-13, 19-2 | Parciales: 18-21, 19-6, 20-13, 19-2 | Asunción |  |
| Patricia Dos Santos 23 puntos         | Pts                                 | Ziomara Esket Morrison 19 puntos    | Asunción |  |
| Dominick Vicente 13 rebotes           | Rebs                                | Ziomara Esket Morrison 7 rebotes    | Asunción |  |
| Angela Stefania Braghin 8 asistencias | Asists                              | Mariela Retamales 4 asistencias     | Asunción |  |

| 2 de junio, 22:00                   | Argentina                           | 73 - 50                             | Paraguay |  |
| Reporte                             |                                     |                                     |          |  |
| Parciales: 12-3, 23-27, 18-6, 20-14 | Parciales: 12-3, 23-27, 18-6, 20-14 | Parciales: 12-3, 23-27, 18-6, 20-14 | Asunción |  |
| Sofia Castillo 23 puntos            | Pts                                 | Claudia Beatriz Aponte 10 puntos    | Asunción |  |
| Chaveli Andrea Ávila 14 rebotes     | Rebs                                | Melina Gissel Perez 8 rebotes       | Asunción |  |
| Sofia Castillo 5 asistencias        | Asists                              | Monica Karina Vega 4 asistencias    | Asunción |  |

#### Tercer Puesto
| 3 de junio, 20:00                    | Chile                                | 59 - 67                              | Paraguay |  |
| Reporte                              |                                      |                                      |          |  |
| Parciales: 20-8, 13-14, 11-28, 15-17 | Parciales: 20-8, 13-14, 11-28, 15-17 | Parciales: 20-8, 13-14, 11-28, 15-17 | Asunción |  |
| Ziomara Esket Morrison 28 puntos     | Pts                                  | Melina Gissel Perez 18 puntos        | Asunción |  |
| Ziomara Esket Morrison 24 rebotes    | Rebs                                 | Monica Karina Vega 7 rebotes         | Asunción |  |
| Ziomara Esket Morrison 4 asistencias | Asists                               | Melina Gissel Perez 3 asistencias    | Asunción |  |

#### Final
| 3 de junio, 22:00                  | Brasil                             | 38 - 55                            | Argentina |  |
| Reporte                            |                                    |                                    |           |  |
| Parciales: 13-6, 10-21, 9-13, 6-15 | Parciales: 13-6, 10-21, 9-13, 6-15 | Parciales: 13-6, 10-21, 9-13, 6-15 | Asunción  |  |
| Juliane Da Costa 18 puntos         | Pts                                | Sofia Castillo 19 puntos           | Asunción  |  |
| Juliane Da Costa 13 rebotes        | Rebs                               | Andrea Angela Kunkel 11 rebotes    | Asunción  |  |
| Bruna Vallerio 3 asistencias       | Asists                             | Muriel Magali Sauan 6 asistencias  | Asunción  |  |

| Argentina         |
| Campeón Argentina |
| Tercer Título     |

## Clasificación
| Posición | Equipo    |
| -------- | --------- |
| 1        | Argentina |
| 2        | Brasil    |
| 3        | Paraguay  |
| 4        | Chile     |
| 5        | Bolivia   |
| 6        | Perú      |
| 7        | Venezuela |
| 8        | Ecuador   |

## Clasificados al FIBA Americas Femenino Sub-18 2006
| Bandera de Argentina | Bandera de Brasil | Bandera de Paraguay |
| Argentina            | Brasil            | Paraguay            |
| -------------------- | ----------------- | ------------------- |